# Yeranus
Yeranus (conosciuto anche come Yeranos, in armeno Երանոս?) è un comune dell'Armenia di 6 127 abitanti (2009) della provincia di Gegharkunik.